# Джеррі Лі Льюїс
Дже́ррі Лі Лью́їс (італ. Jerry Lee Lewis; 25 листопада 1935, Феррідей, Луїзіана — 28 жовтня 2022, Десото, Міссісіпі) — американський співак.

## Біографія
Народжений 29 вересня 1935 в місті Феррідей (штат Північна Луїзіана), Джеррі Лі ріс у вкрай побожній сім'ї, тому його самі ранні музичні враження пов'язані з церковною музикою. Його життя було зумовлено стати трагедією, починаючи з того моменту, коли Льюїсу було 3 роки і його старший брат Елмо-молодший (батька звали Елмо-старший) загинув під колесами автомобіля з п'яним водієм за кермом.
Його батьки обидва любили музику кантрі, особливо Джиммі Роджерса, і незабаром юний Джеррі Лі теж до неї долучився. У будинку своєї тітки Джеррі від випадку до випадку грав на піаніно, і коли його почули батьки, то впевнилися в тому, що син їх обдарований природою, і навіть заклали будинок з тим, щоб придбати йому піаніно, коли Джеррі було 8 років. У молодості Джеррі подобалося все з кантрі, а також дещо з джазу, зокрема два виконавця — Джиммі Роджерс і Ел Джонсон. Він вивчився грати їх пісні на піаніно, проте вважав, що для співу йому більше підходять пісні Джонсона. Незабаром він досконало оволодів усіма відомими йому стилями гри на піаніно. До кінця 40-х рр. Джеррі Лі відкрив для себе негритянський блюз і побачив виступи таких виконавців, як Чемпіон Джек Дюпрі, Біг Масео і Бі Бі Кінг. Джеррі також знайомився з новими піснями у записах Піано Ріда, Стіка Мак-Гі (Stick McGhee), Лонні Джонсона та інших.
Під час свого першого публічного виступу на публіці він виконав пісню Стіка МакГі «Drinkin' Wine Spo — dee O'dee». Співаком кантрі з великої літери в 40-х — початку 50-х років був Хенк Вільямс. Він був для свого часу тим, ким в 20-х — 30 -х роках був Джиммі Роджерс. Джеррі, як і багато інших співаків кантрі, був зачарований Хенком Вільямсом. Його улюбленими піснями у Вільямса були «You Win Again» і «Lovesick Blues». Їх і інші пісні він включив у свій репертуар, поєднуючи їх з іншими блюзовими і кантрі речами, вивченими раніше.
Ще одним виконавцем, що зробив величезний вплив на Джеррі Лі, був Мун Муллікен, білий піаніст, що грав бугі-вугі, який поєднував стилі блюз, джаз і кантрі, і прославився такими хітами, як «I'll Sail My Ship Alone», записаний Джеррі Лі на «Сан рекордз» (Sun Records), і "Seven Nights To Rock ".
У середині 50-х Джеррі вивчав богослов'я в біблійному коледжі в Техасі, готуючись стати проповідником. Як і Мун Муллікен до нього, Джеррі не зміг встояти перед спокусою, що йде від його коренів бугі. І якщо Мун зіграв варіант пісні Бессі Сміт «St Louis Blues» під час церковної служби, то Джеррі проінтерпретував в стилі бугі гімн «My God Is Real», за що і був вигнаний. З цього моменту Джеррі звернувся до музики.